# Общинне землеволодіння в Карпатах
Общи́нне землеволо́діння в Карпа́тах — традиційна форма колективного користування землею, характерна для гірських регіонів Карпат, зокрема українських, румунських та частково словацьких територій. Така форма володіння історично передбачала спільне використання природних ресурсів — пасовищ, лісів, водних угідь — сільськими громадами, які розробляли власні правила управління ними. Общинне землеволодіння відігравало важливу роль у соціальній організації, господарстві та культурній ідентичності карпатських спільнот.

## Історичні витоки
Феномен общинного землеволодіння має середньовічне походження й виник як відповідь на необхідність колективного використання обмежених природних ресурсів у гірській місцевості. У Карпатах система формувалася з огляду на географічні особливості регіону, де приватна експлуатація лісових і пасовищних угідь була економічно недоцільною або неможливою. Громади колективно ухвалювали рішення щодо користування спільними територіями, самостійно встановлювали внутрішні правила (включно з обмеженнями на вирубку лісу, випас худоби тощо) і відповідали за охорону ресурсів. Така форма організації ґрунтувалася на усному праві, традиційних звичаях і довірі між членами громади.

## Соціальна структура та функції
Общинне володіння землею сприяло формуванню високого рівня внутрішньої солідарності, системи взаємодопомоги та колективної відповідальності. У межах спільноти існувала ієрархія ролей (наприклад, староста, лісник, пастух), яка визначала розподіл праці та контроль за дотриманням правил. Цей тип власності також виконував роль своєрідного соціального гаранта: усі члени громади, незалежно від майнового статусу, мали право на використання ресурсів. Таким чином, общинне землеволодіння запобігало соціальній маргіналізації та нерівності у доступі до базових засобів виживання.

## Регіональні особливості
Українські Карпати: У XIX — на початку XX ст. в Галичині й на Закарпатті існували форми громадського користування лісами, луками та полонинами, які іноді закріплювалися в місцевих статутах або звичаєвому праві. Після приходу радянської влади багато таких форм було ліквідовано або інституціоналізовано у вигляді колгоспів чи лісництв.
Румунські Карпати: Найбільш цілісні форми збережено в румунських Карпатах, де існують легалізовані общини, які діють як юридичні особи й об'єднують десятки родин. Вони мають статути, керівні органи та займаються сталим лісокористуванням і навіть туризмом.

## Сучасний стан
Станом на XXI століття окремі форми общинного землеволодіння в Карпатах збереглися, зокрема на території Румунії, де общини мають правовий статус і відіграють помітну роль у місцевому самоврядуванні. В Україні ж традиційні форми були значною мірою витіснені державними структурами, однак окремі елементи общинного користування ресурсами (наприклад, спільний випас худоби чи заготівля сіна) збереглися в побутовій практиці сільських громад.

## Значення
Общинне землеволодіння є важливою складовою нематеріальної культурної спадщини Карпатського регіону. Воно репрезентує традиційні форми взаємодії з природою, колективної відповідальності, децентралізованого управління ресурсами та локальної ідентичності. У сучасному контексті ці практики розглядаються як приклади сталого природокористування та моделі для збереження біорізноманіття в гірських регіонах.